# DDR-Oberliga w piłce nożnej (1949/1950)
Sezon 1949/1950 był pierwszym sezonem DDR-Oberligi, stanowiącej pierwszy poziom rozgrywek w NRD.

## Tabela
| Miejsce | Klub                                 | M  | Z  | R | P  | Bramki | Iloraz | Punkty |
| ------- | ------------------------------------ | -- | -- | - | -- | ------ | ------ | ------ |
| 1.      | ZSG Horch Zwickau (M)                | 26 | 20 | 1 | 5  | 69:27  | 2,56   | 41-11  |
| 2.      | SG Dresden-Friedrichstadt            | 26 | 18 | 3 | 5  | 87:29  | 3,00   | 39-13  |
| 3.      | BSG Motor Dessau                     | 26 | 17 | 3 | 6  | 67:36  | 1,86   | 37-15  |
| 4.      | BSG KWU Erfurt                       | 26 | 15 | 5 | 6  | 58:30  | 1,93   | 35-17  |
| 5.      | ZSG Union Halle                      | 26 | 13 | 5 | 8  | 56:38  | 1,47   | 31-21  |
| 6.      | BSG Franz Mehring Marga              | 26 | 13 | 5 | 8  | 49:48  | 1,02   | 31-21  |
| 7.      | BSG Märkische Volksstimme Babelsberg | 26 | 10 | 4 | 12 | 42:66  | 0,64   | 24-28  |
| 8.      | ZSG Industrie Leipzig                | 26 | 8  | 6 | 12 | 38:45  | 0,84   | 22-30  |
| 9.      | SG Einheit Meerane                   | 26 | 9  | 3 | 14 | 38:56  | 0,68   | 21-31  |
| 10.     | BSG Eintracht Hans Wendler Stendal   | 26 | 7  | 5 | 14 | 31:45  | 0,69   | 19-33  |
| 11.     | BSG Gera Süd                         | 26 | 6  | 7 | 13 | 34:54  | 0,63   | 19-33  |
| 12.     | ZSG Altenburg                        | 26 | 6  | 5 | 15 | 34:50  | 0,68   | 17-35  |
| 13.     | ZSG Anker Wismar (S)                 | 26 | 6  | 5 | 15 | 35:60  | 0,58   | 17-35  |
| 14.     | BSG Vorwärts Schwerin (S)            | 26 | 4  | 3 | 19 | 30:84  | 0,36   | 11-41  |

## Zmiany nazw
| Sezon 1948/1949      | Sezon 1949/1950                  | Sezon 1950/1951      |
| -------------------- | -------------------------------- | -------------------- |
| SG Planitz           | ZSG Horch Zwickau                | BSG Motor Zwickau    |
| Waggonbau Dessau     | Waggonbau Dessau                 | Motor Dessau         |
| Eintracht Erfurt     | KWU Erfurt                       | Turbine Erfurt       |
| Union Halle          | Union Halle                      | Turbine Halle        |
| Franz Mehring Marga  | Franz Mehring Marga              | Aktivist Brieske-Ost |
| SG Babelsberg        | Märkische Volksstimme Babelsberg | Rotation Babelsberg  |
| Industrie Leipzig    | Industrie Leipzig                | Chemie Leipzig       |
| SG Meerane           | Einheit Meerane                  | Fortschrit Meerane   |
| Hans Wendler Stendal | Hans Wendler Stendal             | Lokomotive Stendal   |
| SG Gera              | SG Gera                          | Motor Gera           |
| SG Altenburg-Nord    | ZSG Altenburg                    | Stahl Altenburg      |
| Wismar-Süd           | Anker Wismar                     | Anker Wismar         |
| SG Schwerin          | Vorwärts Schwerin                | Vorwärts Schwerin    |